# کلانگ فروم وین
کلانگ فُروم وین (به آلمانی: Klangforum Wien) یک ارکستر مجلسی مستقر در اتریش و متخصص اجرای آثار موسیقی کلاسیک معاصر است.
نوازندگان این ارکستر که به ویرتوزیته، دهنیتی باز با مهارت شنیداری بالا مشهورند، از ۱۲ کشور مختلف جمع شده‌اند. کلانگ فروم خود را متعهد به تفسیر هنری و بسط فضای تجربی در موسیقی می‌داند.
کلانگ فروم در سال ۱۹۸۵ و توسط بئت فورر آهنگساز استرالیایی - سویسی بنیان‌گذاشته شد. از رهبران این ارکستر می‌توان به سیلوین کمبرلینگ و باژ ویگرز اشاره کرد. از کلانگ فروم اغلب به عنوان آنسامبل اصلی موسیقی معاصر اتریش نام برده می‌شود و به شکل به ویژه‌ای به اجرای آثار آهنگسازان کشورهای آلمانی زبان مثل هلموت لاخنمان، ولفنگانگ ریم و هانس زندر پرداخته است.
کلانگ فروم ارکستر ساکن رویدادهای زیادی مثل جشنواره موسیقی دوناشنگن، فستیوال وین و فستیوال موسیقی معاصر ویتن (به آلمانی: Wittener Tage für neue Kammermusik) بوده است. این آنسامبل همچنان مقام استادی نوازندگی را در دانشگاه موسیقی و هنرهای اجرایی گراتس (به آلمانی: Universität für Musik und darstellende Kunst Graz) را داراست. آثار کلانگ فروم توسط نشر کایروس (KAIROS) منتشر می‌شوند.